# Bertrande
La Bertrande est une rivière française du Massif central, affluent de l'Etze et sous-affluent de la Maronne dont le cours se situe dans le département du Cantal.

## Géographie
Elle prend sa source vers 1 500 mètres d’altitude dans le Massif central en Auvergne-Rhône-Alpes dans les monts du Cantal sur les pentes méridionales du puy Chavaroche.
Elle arrose  Saint-Projet-de-Salers, frôle Saint-Chamant, puis rejoint l'Etze dans la retenue du barrage d'Enchanet, deux kilomètres au nord-est d'Arnac.

## Hydrographie
Depuis sa mise en service en 1932, la station hydrologique de Saint-Illide a enregistré un débit journalier maximal de 82,3 m3/s le 13 janvier 2004.
Son principal affluent est la Doire, 26 km, en rive gauche.

## Tourisme
- le château de Saint-Chamant